# 普里奥洛加尔加洛
普里奥洛加尔加洛（義大利語：Priolo Gargallo），是意大利西西里大区锡拉库萨省的一个市镇。总面积57.59平方公里，人口12157人，人口密度211.1人/平方公里（2009年）。ISTAT代码为089021。